# Sarah Guppy
Sarah Maria Beach, conocida como Sarah Guppy (Birmingham, 5 de noviembre de 1770 - 24 de agosto de 1852), fue una inventora británica que contribuyó al diseño de infraestructuras en Gran Bretaña. En 1811 fue la primera mujer que patentó un puente, antecedente de la construcción del puente colgante de Clifton en Bristol, y desarrolló varios productos de uso doméstico. Fue una pionera en la lucha para que las mujeres pudieran acceder a la educación, y simplemente con su propia asistencia a clase y su esfuerzo personal ayudó a dejar atrás numerosos prejuicios.

## Inicios e invenciones
Sarah Maria Beach nació en Birmingham, Inglaterra, y fue bautizada el 5 de noviembre de 1770. En marzo de 1811 patentó la primera de sus invenciones, «Nuevo modo de construir y erigir puentes y ferrocarriles sin arcos», un método para hacer pilotes seguros para puentes y las vías férreas.
El ingeniero Thomas Telford le pidió permiso para usar su diseño patentado para las fundaciones de puentes suspendidos, y se lo concedió de forma gratuita para el puente colgante sobre el estrecho de Menai. Como amiga de Isambard Kingdom Brunel y su familia se involucró en el Great Western Railway, escribiendo a los directores con ideas y dando su apoyo.Tampoco tuvo rédito económico cuando Brunel utilizó su diseño para la construcción del puente colgante de Clifton en Bristol. En 1841 escribió una carta recomendando plantar sauces y álamos para estabilizar los terraplenes. Continuó ofreciendo consejo técnico a pesar de que, como escribió, «es desagradable hablar de uno mismo -puede parecer jactancioso especialmente en una mujer.»

## Patentes y publicaciones

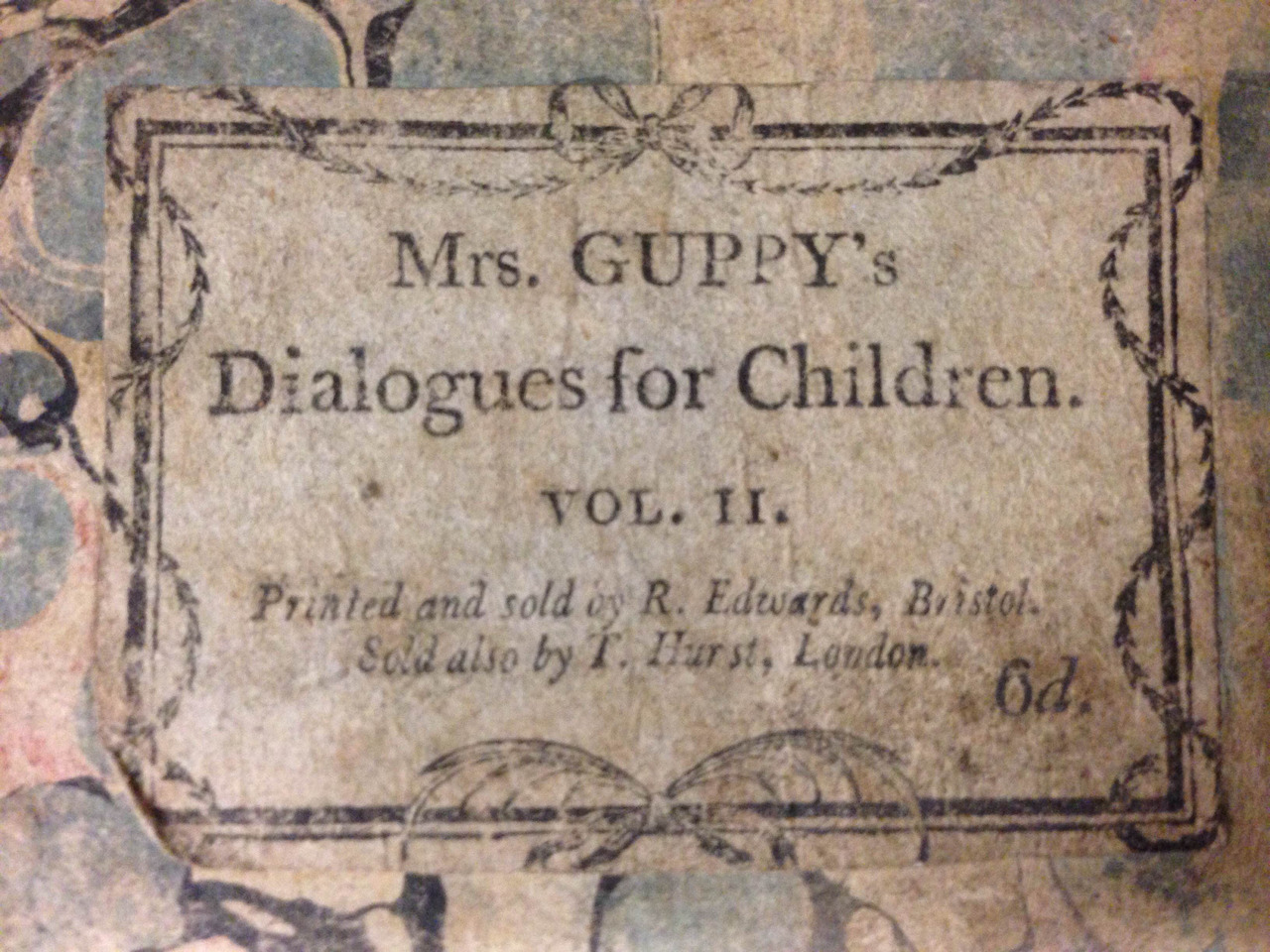
Cover of Dialogues for Children, 1800

Como las mujeres no podían registrar las patentes con su nombre, debía realizarlo su esposo, por lo cual, en nombre de la familia Guppy se registraron diez patentes en la primera mitad del siglo XIX, incluyendo un método para mantener a los barcos libres de crustáceos que llevó a un contrato del gobierno por valor de £ 40.000. Otras invenciones incluyeron una cama con equipo de ejercicio incorporado, un dispositivo para un té o café que cocinaría los huevos en el vapor, un pequeño plato para mantener el pan tostado y un dispositivo para "mejoras en el calafateo de barcos, botes y otros buques". Además inventó la campana extractora, el sistema de rociadores contra incendios y patentó un nuevo tipo de candelabro que permitió que las velas duraran más tiempo.
Escribió The Cottagers and Labourers Friend y Dialogues for Children en dos volúmenes. Sus obras fueron consideradas entretenidas e instructivas para los niños, y nuevamente no quiso obtener lucro de sus publicaciones, las ganancias derivadas de su venta se destinaron a una escuela de caridad para niñas en Bristol.

## Matrimonio y familia
Se casó en 1795 con el comerciante de Bristol Samuel Guppy, vivieron en Queen Square y Prince Street, principales sitios de la sociedad de Bristol y Clifton. La pareja tuvo seis hijos, entre ellos Thomas Richard, Grace y Sarah. Aunque Thomas Richard entró en el negocio de refinación de azúcar de la familia, más tarde se convirtió en ingeniero y fue socio de Isambard Kingdom Brunel, contribuyendo significativamente al diseño de SS Great Western y SS Great Britain. Brunel pintó un retrato de la joven Sarah Guppy cerca de 1836.

## Vejez
En 1837, a los sesenta y siete años de edad, Sarah, ya viuda, se casó con Richard Eyre Coote, veintiocho años menor. Durante un tiempo vivieron en Arnos Court, Brislington, pero Richard gastó rápidamente el dinero de su rica esposa en caballos. Sarah se mudó a 7 Richmond Hill, Clifton en 1842. Compró la tierra de enfrente de la casa para el disfrute de los residentes de Clifton y continúa siendo un espacio verde.